# Устье Рейна (департамент)
Устье Рейна (фр. Bouches-du-Rhin) — административная единица Первой французской империи, располагавшаяся на землях восточной половины современной нидерландской провинции Северный Брабант и части современной нидерландской провинции Гелдерланд. Департамент назван по реке Рейн.
Департамент был создан 24 апреля 1810 года, после того как Королевство Голландия было аннексировано Францией.
После разгрома Наполеона эти земли вошли в состав Объединённого королевства Нидерландов.